# Hiromi Kojima
Hiromi Kojima (Nōgata, Prefectura de Fukuoka, Japó, 12 de desembre de 1977) és un exfutbolista japonès.

## Selecció japonesa
Hiromi Kojima va disputar 1 partits amb la selecció japonesa.